# Nad otvorenim grobovima
Nad otvorenim grobovima, ciklus pjesama Miroslava Krleže objavljen u zbirci Pjesme u tmini (Zagreb 1937.), te u konačnoj inačici ciklusa u knjizi Poezija (Zagreb 1969.). Sastoji se od trinaest pjesama: Tužaljka nad mrtvim tijelom A. G. Matoša; Udovica graditelja crkve; Uspomena na jednog plesača; Klaun; U kazalištu; Pjesma toreadora; Nad otvorenim grobom, tužni zbore; Mladić nosi svoje prve pjesme na ogled; Tužaljka nad crkvom; Čovjek osuđen na smrt; Seoska crkva; Hladan pogled jedne opatice i Crkvenjaci u predvečerje blagdana. 
Deset pjesama toga ciklusa bilo je objavljeno 1931. u Knjizi pjesama (osim pjesama Nad otvorenim grobom, tužni zbore, Tužaljka nad crkvom i Čovjek osuđen na smrt). Osnovni je ton ciklusa rezignacijski iako u njemu ima i pjesama koje odišu prozračnijom lirskom atmosferom (Seoska crkva), odnosno smirenijim ugođajima (Crkvenjaci u predvečerje blagdana). 
Prevladavaju i temeljnu intonaciju ciklusu daju pjesme o konkretnoj ili simboličnoj smrti, ljudskoj samoći, sumornosti vremena i društva s kojima je lirski subjekt u izrazitom nesuglasju i oporbi. Na poseban se način u ciklusu izdvajaju dvije skupine pjesama.

Prva od njih odnosi se na sudbinu pjesnika, odnosno umjetnika, a riječ je o pjesmama Tužaljka nad mrtvim tijelom A. G. Matoša, Nad otvorenim grobom, tužni zbore i Mladić nosi svoje prve pjesme na ogled.
 
U tim pjesmama subjektivno se raspoloženje manifestirano u ogorčenju uzdiže do kritičko-satiričkoga lirskoga govora zasnovanoga na karakterističnim Krležinim izražajnim sredstvima, ironiji, cinizmu, groteski i sarkazmu. 
U drugoj su skupini pjesama one kojima autor ilustrira iluziju i naličje artističkoga života, sudbinu modernih Don Kihota na daskama čije maske skrivaju bolnu ugroženost egzistencije pred nemilosrdnom arenom gledatelja (Uspomena na jednog plesača, Klaun, U kazalištu, Pjesma toreadora). 
Kreativni raspon autora kreće se u ciklusu od nadahnute lirske spontanosti i izvanrednog suglasja između motiva, raspoloženja i forme pjesama što je i urodilo s nekoliko ostvarenja antologijske vrijednosti (Tužaljka nad mrtvim tijelom A. G. Matoša; Nad otvorenim grobom, tužni zbore; Seoska crkva) pa do rutiniranoga lirskog iskaza. Slično je i s izražajno-formalnom strukturom pjesama u rasponu od čvrstih i zgusnutih formi dvostiha i soneta (Tužaljka nad crkvom i Seoska crkva) do oduljih lirskih pjesama dijaloške i poemične strukture. U maniri vezanoga stiha tradicijske provenijencije Krleža suvereno varira ritmičke mogućnosti kratkoga i dugoga, tj. razlivenoga stiha otkrivajući podjednako svoje nadahnuće i umijeće u njihovoj uporabi.